# Campionati europei di atletica leggera 2016 - 400 metri piani femminili
I 400 metri piani femminili ai Campionati europei di atletica leggera 2016 si sono svolti tra il 6 ed l'8 luglio 2016.

## Record
Prima di questa competizione, il record del mondo (RM), il record europeo (EU) ed il record dei campionati (RC) sono i seguenti:
| Record                | Prestazione | Atleta                   | Data                               | Competizione            |
| --------------------- | ----------- | ------------------------ | ---------------------------------- | ----------------------- |
| Record mondiale       | 47"60       | Marita Koch Germania Est | 6 ottobre 1985 Canberra, Australia |                         |
| Record europeo        | 47"60       | Marita Koch Germania Est | 6 ottobre 1985 Canberra, Australia |                         |
| Record dei campionati | 48"16       | Marita Koch Germania Est | 8 settembre 1982 Atene, Grecia     | Campionati europei 1982 |

## Programma
| Data          | Ora   | Turno      |
| ------------- | ----- | ---------- |
| 6 luglio 2016 | 13:10 | 1º turno   |
| 7 luglio 2016 | 17:35 | Semifinali |
| 8 luglio 2016 | 20:25 | Finale     |

## Risultati

### 1º turno
Passano alle semifinali le prime 3 atlete in ogni batteria (Q) e i 4 migliori tempi (q).

#### Batteria 1
| Posizione | Corsia | Nome                     | Nazionalità | Tempo | Note |
| --------- | ------ | ------------------------ | ----------- | ----- | ---- |
| 1         | 4      | Christine Ohuruogu       | Regno Unito | 52"69 | Q    |
| 2         | 6      | Gunta Latiševa-Čudare    | Lettonia    | 53"36 | Q    |
| 3         | 5      | Aauri Lorena Bokesa      | Spagna      | 53"46 | Q    |
| 4         | 7      | Maria Benedicta Chigbolu | Italia      | 53"51 | q    |
| 5         | 8      | Iveta Putalová           | Slovacchia  | 53"96 | q    |
| 6         | 2      | Sanda Belgyan            | Romania     | 54"33 |      |
| 7         | 3      | Claire Mooney            | Irlanda     | 55"66 |      |

#### Batteria 2
| Posizione | Corsia | Nome                   | Nazionalità | Tempo | Note                                     |
| --------- | ------ | ---------------------- | ----------- | ----- | ---------------------------------------- |
| 1         | 5      | Nicky van Leuveren     | Paesi Bassi | 52"45 | Q                                        |
| 2         | 3      | Patrycja Wyciszkiewicz | Polonia     | 52"79 | Q                                        |
| 3         | 6      | Adelina Pastor         | Romania     | 53"03 | Q                                        |
| 4         | 8      | Benedicte Hauge        | Norvegia    | 53"13 | q                                        |
| 5         | 4      | Ánna Vasilíou          | Grecia      | 53"98 | q                                        |
| 6         | 7      | Laura Bueno            | Spagna      | 54"01 |                                          |
| 7         | 2      | Vijona Kryeziu         | Kosovo      | 56"04 | Miglior prestazione personale stagionale |

#### Batteria 3
| Posizione | Corsia | Nome             | Nazionalità | Tempo | Note |
| --------- | ------ | ---------------- | ----------- | ----- | ---- |
| 1         | 2      | Lisanne de Witte | Paesi Bassi | 52"84 | Q    |
| 2         | 6      | Iríni Vasilíou   | Grecia      | 53"86 | Q    |
| 3         | 4      | Sinead Denny     | Irlanda     | 53"95 | Q    |
| 4         | 5      | Ilona Usovich    | Bielorussia | 54"58 |      |
| 5         | 3      | Marta Milani     | Italia      | 54"85 |      |
| -         | 7      | Indira Terrero   | Spagna      | dnf   |      |

### Semifinali
Passano in finale le prime 2 atlete in ogni batteria (Q) e i 2 migliori tempi (q).

#### Semifinale 1
| Posizione | Corsia | Nome                     | Nazionalità | Tempo | Note                                     |
| --------- | ------ | ------------------------ | ----------- | ----- | ---------------------------------------- |
| 1         | 4      | Floria Guei              | Francia     | 51"01 | Q                                        |
| 2         | 5      | Christine Ohuruogu       | Regno Unito | 51"35 | Q                                        |
| 3         | 7      | Nicky van Leuveren       | Paesi Bassi | 52"02 | q                                        |
| 4         | 3      | Justyna Swiety           | Polonia     | 52"34 | q                                        |
| 5         | 8      | Maria Benedicta Chigbolu | Italia      | 52"69 |                                          |
| 6         | 6      | Olha Bibik               | Ucraina     | 53"02 |                                          |
| 7         | 2      | Gunta Latiševa-Čudare    | Lettonia    | 53"11 | Miglior prestazione personale stagionale |
| 8         | 1      | Ánna Vasilíou            | Grecia      | 53"77 |                                          |

#### Semifinale 2
| Posizione | Corsia | Nome                   | Nazionalità | Tempo | Note |
| --------- | ------ | ---------------------- | ----------- | ----- | ---- |
| 1         | 5      | Anyika Onuora          | Regno Unito | 51"84 | Q    |
| 2         | 6      | Tamara Salaški         | Serbia      | 52"27 | Q    |
| 3         | 7      | Lisanne de Witte       | Paesi Bassi | 52"37 |      |
| 4         | 3      | Ruth Sophia Spelmeyer  | Germania    | 52"40 |      |
| 5         | 4      | Olha Zemlyak           | Ucraina     | 52"58 |      |
| 6         | 8      | Patrycja Wyciszkiewicz | Polonia     | 52"92 |      |
| 7         | 2      | Iveta Putalová         | Slovacchia  | 54"04 |      |
| 8         | 1      | Benedicte Hauge        | Norvegia    | 54"50 |      |

#### Semifinale 3
| Posizione | Corsia | Nome                | Nazionalità | Tempo | Note                                     |
| --------- | ------ | ------------------- | ----------- | ----- | ---------------------------------------- |
| 1         | 3      | Libania Grenot      | Italia      | 50"43 | Q                                        |
| 2         | 6      | Malgorzata Holub    | Polonia     | 51"67 | Q                                        |
| 3         | 7      | Aauri Lorena Bokesa | Spagna      | 52"39 | Miglior prestazione personale stagionale |
| 4         | 4      | Cátia Azevedo       | Portogallo  | 52"46 |                                          |
| 5         | 5      | Yuliya Olishevska   | Ucraina     | 52"54 |                                          |
| 6         | 8      | Iríni Vasilíou      | Grecia      | 52"58 |                                          |
| 7         | 2      | Adelina Pastor      | Romania     | 52"90 | Miglior prestazione personale stagionale |
| 8         | 1      | Sinead Denny        | Irlanda     | 53"27 |                                          |

### Finale
| Pos.    | Corsia | Nome               | Nazionalità | Tempo | Note                                     |
| ------- | ------ | ------------------ | ----------- | ----- | ---------------------------------------- |
| Oro     | 6      | Libania Grenot     | Italia      | 50"73 |                                          |
| Argento | 4      | Floria Guei        | Francia     | 51"21 |                                          |
| Bronzo  | 3      | Anyika Onuora      | Regno Unito | 51"47 | Miglior prestazione personale stagionale |
| 4       | 5      | Christine Ohuruogu | Regno Unito | 51"55 |                                          |
| 5       | 8      | Malgorzata Holub   | Polonia     | 51"89 |                                          |
| 6       | 2      | Justyna Swiety     | Polonia     | 51"96 |                                          |
| 7       | 7      | Tamara Salaški     | Serbia      | 52"23 |                                          |
| 8       | 1      | Nicky van Leuveren | Paesi Bassi | 52"76 |                                          |